# Alianza Lima
Der Club Alianza Lima  ist ein Fußballverein in Lima, Peru. Der Klub wurde am 15. Februar 1901 gegründet und spielt in der Primera División, der höchsten peruanischen Fußballliga.

## Allgemeines
Die Vereinsfarben von Alianza sind blau-weiß. Daraus ergibt sich auch das Aussehen ihrer Heimtrikots. Das Jersey ist blau-weiß längsgestreift. Hose und Stutzen sind vollständig in blau. Das Auswärtstrikot ist unterschiedlich gestaltet. Mal in kompletten blau (ohne Streifen), mal nur weiß.
Zu Ehren von Señor de los Milagros tragen die Spieler im Oktober lilafarbene Spielkleidung. In Peru wird lila oft mit Religion und Glaube in Verbindung gebracht.

## Geschichte

### 1901–1920: Anfangsjahre

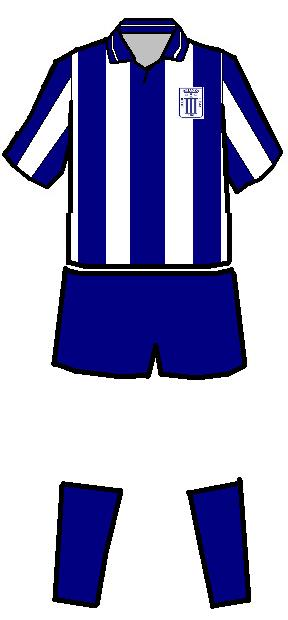
Alianza Limas traditionelles Dress.

Am 15. Februar 1901 wurde der Klub unter dem Namen Sport Alianza von einer Gruppe junger Männer, welche im Pferdestall Alianza des ehemaligen peruanischen Präsidenten Augusto Leguía y Salcedo arbeiteten, gegründet. Das erste Trikot des neuen Vereins war grün-weiß längsgestreift, angelehnt an die Uniformen von Pferde-Jockeys. Etwas später änderte man das Trikot und verwendete die noch heute üblichen Farben dunkelblau und weiß. Elf Jahre nach Gründung, also 1912, schloss sich Alianza der peruanischen Amateurliga an. Bereits 1918 konnte die Mannschaft ihren ersten Meistertitel feiern. Man spielte damals vor allem gegen weitere Teams aus der Hauptstadt Lima und der Hafenstadt Callao. Besonders die Partien gegen Club Atlético Chalaco entwickelten sich zu einer großen Rivalität und Beliebtheit. Von Beginn an erfreute sich der Verein großer Popularität und einer ständig wachsenden Fanzugehörigkeit.

### 1921–1940: Umbenennung in Alianza Lima
Während der Anfangszeiten, in denen die Mitspieler auf Grund der wechselnden Belegschaft des Pferdestalls sowie der Ortschaften, in denen sie eingesetzt waren, häufig wechselten, beschloss der Vorstand 1928 in der Manco Capac Avenue, im Stadtteil La Victoria ein eigenes Vereinsheim einzurichten. Im selben Zug änderte man den Namen in Alianza Lima. Noch im gleichen Jahr spielte das Team erstmals gegen Federación Universitaria , welche sich später in Universitario de Deportes umbenannten. Zwischen beiden entwickelte sich eine große Konkurrenz und mit der Zeit entstand daraus das Superclásico Peruano, das größte Derby des Landes.
Die 1930er Jahre waren für den Verein sehr erfolgreich. In den Jahren 1931, 1932 und 1933 gewann der Hauptstadtklub drei Mal in Folge die nationale Meisterschaft, was noch nie zuvor einer peruanischen Mannschaft gelang. Doch 1938 folgte eine große Enttäuschung und Alianza stieg in die Zweitklassigkeit ab. Bereits zur Folgesaison stieg man wieder auf und blieb bis zum Abstieg 2020 in der ersten Liga.

### 1941–1980: Erfolgreiche Jahrzehnte
Während der 1940er, 1950er, 1960er und 1970er gewann das Team zehn Ligatitel. 1963 nahm der Klub erstmals an der 1960 eingerichteten Copa Libertadores teil. Bei der ersten internationalen Teilnahme wurde man zusammen mit dem brasilianischen Klub Botafogo FR und dem kolumbianischen Verein CD Los Millonarios in Gruppe A gelost. Mit einem Sieg, einem Unentschieden und zwei Niederlagen, schaffte man es allerdings nicht sich für die Folgerunde zu qualifizieren. Im Jahr darauf gewann die Mannschaft nicht ein Spiel in der Copa Libertadores und auch in den Spielzeiten 1966 und 1972 scheiterte das Team bereits in der Vorrunde. Erst 1976 feierte der Klub erstmals den Einzug in die Zwischenrunde, schied dort aber gegen LDU Quito aus Ecuador und das brasilianische Team von Cruzeiro Belo Horizonte aus. Zwei Jahre folgte das gleiche Schicksal. 1979 kassierte Alianza in der Vorrunde zwanzig Gegentore in sechs Spielen. Kein Spiel wurde gewonnen oder ein Unentschieden erreicht. Die wohl schlimmste Niederlage setzte es dabei beim 3:6 am ersten Spieltag, dem 24. Februar 1979, gegen Ligarivalen Universitario de Deportes. Einzig der bolivianische Verein Club Jorge Wilstermann in Gruppe zwei wies ein schlechteres Torverhältnis auf.

### 1981–1990: Magere Jahre und Totalverlust der Mannschaft bei Flugzeugabsturz
Die 1980er Jahre waren nicht mehr so von Erfolg geprägt wie die Jahrzehnte davor. Mit Sporting Cristal kam ein weiterer starker Konkurrent, der ständig um den Ligatitel kämpfte. Zudem schnappte sich dieser gute Spieler und lockte auch einige aus dem Kader von Alianza an. 1978 gab es den letzten Meisterschaftserfolg. 1987 sah alles nach einem erneuten Titelgewinn für Alianza aus. Kurz vor Ende der Saison stand der Klub auf Platz eins in der Primera División Peruana, doch eine Katastrophe verhinderte diesen Erfolg. Am 7. Dezember des Jahres reiste die Mannschaft zum Auswärtsspiel nach Pucallpa, welches sie mit einem Tor von Carlos Bustamante gewann.
Am Tag darauf flog die Mannschaft in einem Flugzeug Typ Fokker F-27 zurück nach Lima. Kurz vor der Küste stürzte es in den Ozean. Alle Spieler, Trainer und Betreuer verstarben bei diesem Unglück. Einziger Überlebender war der Pilot. Alianza beendete die Saison mit Jungspielern und geliehenen Akteuren vom chilenischen Klub CSD Colo-Colo. Zwischen beiden Teams entstand daraus eine große Fanfreundschaft. Alianza schaffte es nicht den Klub auf Rang eins zu halten und man musste dem großen Rivalen Universitario de Deportes den Vortritt lassen. Um einen Neuaufbau zu starten, reaktivierte man einige Spieler wie Teófilo Cubillas und César Cueto, um so wieder an erfolgreichere Zeiten anknüpfen zu können. 1988 sicherte sich Alianza erst spät den Klassenerhalt. In den Folgejahren regenerierte sich das Team.

### 1991–2000: Zurück zum Erfolg
1997, erstmals seit 1978, gewann Alianza wieder die Meisterschaft unter dem damaligen Trainer Jorge Luis Pinto. 18 Jahre mussten Fans und Spieler auf diesen Triumph warten. In der Copa Libertadores 1998 zog man ins Achtelfinale ein, scheiterte dort aber an Peñarol Montevideo aus Uruguay nach Elfmeterschießen. 1999 feierte das Team die Vizemeisterschaft, außerdem erreichte man das Halbfinale der Copa Merconorte. Anfang des Jahres 2000 starb der damalige Mannschaftskapitän Sandro Baylón bei einem Autounfall, was den Klub ein weiteres tragisches Ereignis brachte.

### 2001–heute: Hundertjahrfeier und Gegenwart
Im Jahre 2001 begannen die Feierlichkeiten zur 100-Jahr-Feier des Klubs. Im gleichen Jahr belohnte sich die Mannschaft selbst und beschenkte sich mit der Meisterschaft. 2003 und 2004 wiederholte Alianza diese Erfolge unter der Leitung von Gustavo Costas.

## Stadion

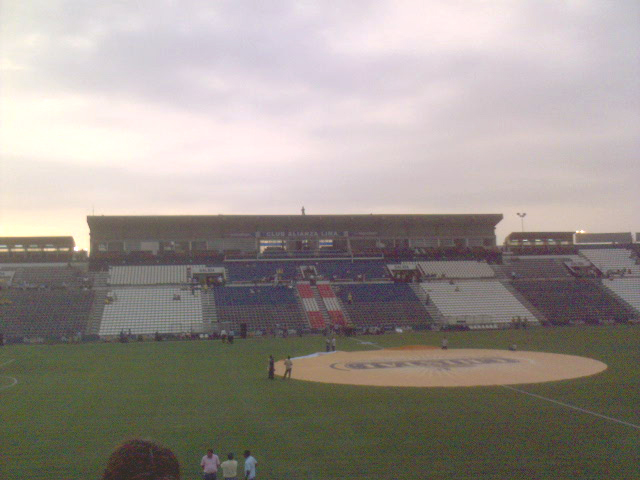

Alianza trägt seine Heimspiele im Estadio Alejandro Villanueva oder „La Caldera“ in Lima aus. Das Stadion hat Kapazitätsmöglichkeiten von 35.000 Zuschauern. Erbaut wurde es zwischen 1969 und 1974 von Walter Lavalleja. Um diesen Bau erst zu ermöglichen, spendete Manuel Apolinario Odría Amoretti einen Teil seines Landes. Die Eröffnung der Sportstätte war am 27. Dezember 1974. Gast im ersten Spiel war der uruguayische Vertreter Nacional Montevideo. Die Partie endete 1:1.
Im Jahr 2017 verzeichnete Alianza Lima 218.000 Zuschauer.

## Erfolge

### National
- Peruanische Meisterschaft
  - Meister (25): 1918, 1919, 1927, 1928, 1931, 1932, 1933, 1948, 1952, 1954, 1955, 1962, 1963, 1965, 1975, 1977, 1978, 1997, 2001, 2003, 2004, 2006, 2017, 2021, 2022
  - Vizemeister: 1930, 1934, 1935, 1937, 1943, 1953, 1956, 1961, 1964, 1971, 1982, 1986, 1987, 1993, 1994, 1996, 1999, 2009, 2011, 2018, 2019

### International
Alianza Lima erreichte zweimal das Halbfinale in der Copa Libertadores (1976, 1978) und einmal das Halbfinale in der Copa Merconorte (1999).

## Bekannte Spieler
(Auswahl)
- Jair Baylón (In Europa u. a. für Sporting Braga aktiv)
- Wilder Cartagena (Aktueller peruanischer Nationalspieler)
- Rinaldo Cruzado (Aktueller peruanischer Nationalspieler)
- Teófilo Cubillas (Ehemaliger peruanischer Nationalspieler)
- César Cueto (Ehemaliger peruanischer Nationalspieler)
- Jefferson Farfán (peruanischer Nationalspieler; In Deutschland für den FC Schalke 04 aktiv)
- George Forsyth (Aktueller peruanischer Nationalspieler; In Deutschland für Borussia Dortmund aktiv)
- Domingo García (Ehemaliger peruanischer Nationalspieler; WM-Teilnehmer 1930)
- Paolo Guerrero (Aktueller peruanischer Nationalspieler; In Deutschland für den FC Bayern München und den Hamburger SV aktiv)
- José María Lavalle (Ehemaliger peruanischer Nationalspieler; WM-Teilnehmer 1930)
- Pedro Pablo León (Ehemaliger peruanischer Nationalspieler; WM-Teilnehmer 1970)
- Reimond Manco (Aktueller peruanischer Nationalspieler)
- Tressor Moreno (Ehemaliger kolumbianischer Nationalspieler)
- Demetrio Neyra (Ehemaliger peruanischer Nationalspieler; WM-Teilnehmer 1930)
- Júnior Ponce (Ehemaliger peruanischer U-17-Nationalspieler; in Deutschland für die TSG 1899 Hoffenheim aktiv)
- Claudio Pizarro (Ehemaliger peruanischer Nationalspieler; In Deutschland für den FC Bayern München, Werder Bremen und den 1. FC Köln aktiv)
- Henry Quinteros (Aktueller peruanischer Nationalspieler)
- Junior Ross (In Deutschland für den FSV Frankfurt aktiv)
- Salvador Salguero (Ehemaliger peruanischer Nationalspieler)
- Luis Saritama (Aktueller ecuadorianischer Nationalspieler)
- Jorge Sarmiento (Ehemaliger peruanischer Nationalspieler; WM-Teilnehmer 1930)
- Alberto Soria (Ehemaliger peruanischer Nationalspieler; WM-Teilnehmer 1930)
- José Soto (Ehemaliger peruanischer Nationalspieler)
- Juan Valdivieso (Ehemaliger peruanischer Nationalspieler; WM-Teilnehmer 1930)
- Alejandro Villanueva (Ehemaliger peruanischer Nationalspieler; WM-Teilnehmer 1930)

## Alianzas Trainer
(unvollständig)
| Trainer               | Zeitraum                | Gewonnene Titel        |
| --------------------- | ----------------------- | ---------------------- |
| Guillermo Rivero      | 1928–1934               | 1928, 1931, 1932, 1933 |
| Adelfo Magallanes     | 1946–1948 1954–1956     | 1948, 1954, 1955       |
| Luis Guzmán           | 1952–1953               | 1952                   |
| Jaime de Almeida      | 1961–1966               | 1962, 1963, 1965       |
| Marcos Calderón       | 1975–1976               | 1975                   |
| Juan Hohberg          | 1977–1978               | 1977, 1978             |
| Jorge Luis Pinto      | 1997–1998, 1999–2000    | 1997                   |
| Paulo Autuori         | 2001                    | 2001                   |
| Bernabé Herraez       | 2001                    | 2001                   |
| Gustavo Costas        | 2003–2004               | 2003, 2004             |
| Gerardo Pelusso       | 2006–2007               | 2006                   |
| Gustavo Costas        |                         |                        |
| Guillermo Sanguinetti | Januar 201418. Mai 2015 |                        |
| Gustavo Roverano      | 18. Mai 2015            |                        |
| Pablo Bengoechea      | 2017–2020               | 2017                   |
| Carlos Bustos         | 2021–2022               | 2021                   |
| Guillermo Salas       | 2022                    | 2022                   |

## Alianzas Präsidenten
Erster Präsident bei Alianza Lima, damals noch Sport Alianza, war 1901 José Carreño. Als einzige Personen waren bisher José Vásquez Benavides und Augusto Mulanovich in diesem Amt. Mulanovich hält zudem mit fünfzehn Jahren (in zwei Amtsperioden) den vereinsinternen Rekord auf diesem Posten. Zudem war er in seiner zweiten Zeit bei Alianza insgesamt elf Jahre am Stück Präsident des Klubs, was ebenfalls einen Rekord darstellt. Bisher besetzten nur Peruaner diesen Posten.
| Name des Präsidenten      | Zeitraum  |
| ------------------------- | --------- |
| José Carreño              | 1901–1902 |
| Carlos Villarreal         | 1903–1904 |
| Esteban Manuel Aranda     | 1905–1906 |
| Manuel Carballo           | 1907–1908 |
| Julio Chacaltana Chacón   | 1909–1910 |
| Foción Mareátegui         | 1911      |
| Ricardo Pérez             | 1911–1914 |
| Carlos Pedreschi Penisqui | 1915–1918 |
| Ernesto Vergara           | 1918–1919 |
| Hipólito Venegas          | 1920–1924 |
| Manuel Parra del Riego    | 1925–1926 |
| Juan Bromley Seminario    | 1927–1931 |
| Víctor Oyaque             | 1931      |
| Juan Carbone Gardella     | 1931–1933 |
| Adolfo Pedreschi          | 1934      |

| Name des Präsidenten    | Zeitraum  |
| ----------------------- | --------- |
| Carlos Arias Schreiber  | 1935      |
| Jorge Checa Eguiguren   | 1936–1940 |
| Humberto Fernandini     | 1941      |
| José Vásquez Benavides  | 1942–1944 |
| Augusto Mulanovich      | 1945–1950 |
| José Vásquez Benavides  | 1951–1960 |
| Augusto Mulanovich      | 1961–1972 |
| Luis Vargas Hornes      | 1972–1974 |
| Enrique Zevallos Távara | 1975–1982 |
| Agustín Merino Tapia    | 1983–1989 |
| Alberto Espantoso Pérez | 1990–1993 |
| Pío Dávila Esquenazi    | 1994–1996 |
| Alberto Masías Ramírez  | 1996–2001 |
| Alfonso de Souza F.     | 2002–2009 |
| Guillermo Alarcón       | 2010–     |